# Kinley Wangchuk
Kinley Wangchuk (sinh ngày 10 tháng 4 năm 1986) là một cầu thủ bóng đá người Bhutan, hiện tại thi đấu cho Druk Star. Anh ra mắt lần đầu cho Đội tuyển bóng đá quốc gia Bhutan năm 2009.